# 노윤하
노윤하(2003년 2월 6일 ~ )는 대한민국의 가수다. 2021년 싱글 [만들어 작품]으로 정식 데뷔했다.

## 방송
- 고등래퍼 4 (2021) - (준우승)
- 드랍더비트 (2022) - 우승
- 쇼미더머니 11 (2022) - Top8(7위)
- 랩:퍼블릭 (2024)

## 음반
- 고등래퍼4 - 팀대항:단체전 (2021)
- 고등래퍼4 - 팀대항:교과서 랩 배틀1 (2021)
- 고등래퍼4 Semi Final 1 (2021)
- 고등래퍼4 Final (2021)
- 고등래퍼4 Instrumental (2021)
- Addicted (Deluxe) (2021)
- 만들어 작품 (Feat. Lil Nekh) (2021)
- GWTM REMIX (2021)
- WALK (2021)
- 첫 정규 [too young] 발매 (2024)
- Money bag
- 400
- Be bike
- 바쁜데 안 바뻐
- PULL UP